# Vụ Vatileaks

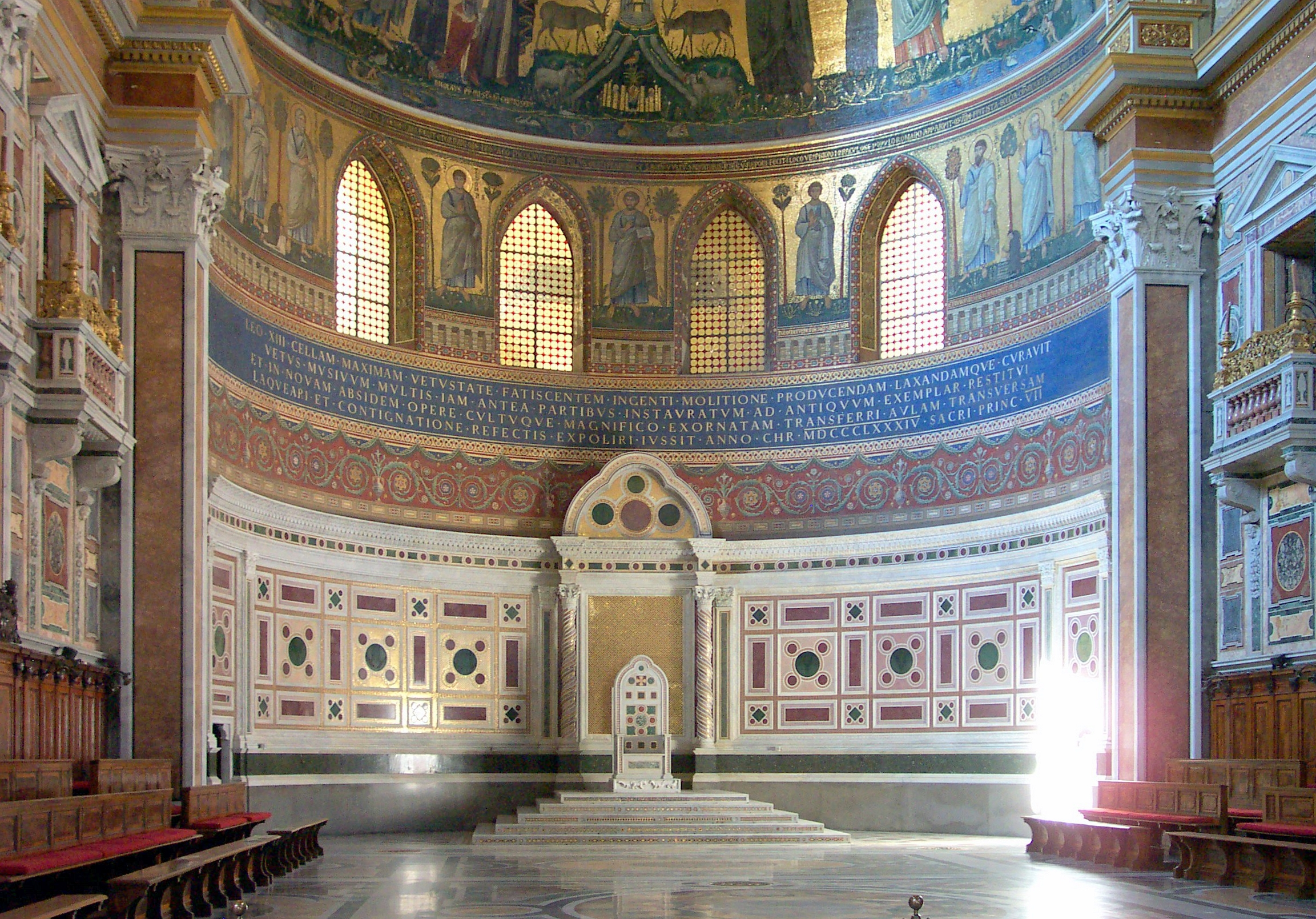
Vụ VatiLeaks đã hé lộ về tình cảnh tham nhũng và đấu đá quyền lực trong nội bộ Vatican đến mức có phóng viên còn mô tả Tòa Thánh là ổ rắn độc

Vụ VatiLeaks (theo cách chơi chữ của từ WikiLeaks trong giới truyền thông) là một vụ bê bối liên quan trực tiếp đến Tòa Thánh Vatican xảy ra vào đầu năm 2012 bắt đầu bằng sự kiện người quản gia của Giáo hoàng Biển Đức XVI, người từng có lúc được coi là thân tín nhất của Giáo hoàng có tên Paolo Gabriele bị bắt vì tình nghi làm rò rỉ tài liệu mật, còn chủ tịch ngân hàng của Tòa Thánh bị sa thải.
Điều này khiến Giáo hoàng phải chỉ đạo Giáo triều Rôma thành lập một hội đồng đặc biệt để điều tra vì nó làm ảnh hưởng đến uy tín của Tòa Thánh. Những tài liệu bị tiết lộ cho thấy tình trạng tham nhũng và bè phái đấu đá nhau trong Vatican. Vụ việc xét xử này được công khai và đây là một phiên tòa chưa từng có trong lịch sử của Vatican. Vụ án được hàng trăm nhà báo và phóng viên truyền hình trên toàn thế giới chú ý theo dõi, mặc dù Văn phòng báo chí Tòa Thánh nhiều lần cố gắng giảm sự chú ý đến sự kiện này đến mức tối đa.

## Bị cáo và vụ việc
Paolo Gabriele, người từng có lúc được coi là thân tín nhất của Giáo hoàng, là một viên chức cấp thấp, một người trung thành của Giáo hoàng vì ông này là người đầu tiên và là người cuối cùng hằng ngày gặp mặt Giáo hoàng qua việc chuẩn bị lễ phục, bữa cơm cho Giáo hoàng; ông này còn làm nhiệm vụ cầm dù che nắng, che mưa, chỉnh trang phục cho Giáo hoàng, đứng bên cạnh ông ấy trong những bức hình chụp chính thức, hoặc đứng đằng trước Giáo hoàng trên chiếc xe popemobile nổi tiếng khi công du hay gặp gỡ các tín đồ tại quảng trường Thánh Phêrô. Paolo Gabriele bị Vatican cho rằng ông này là gián điệp và là một kẻ phản bội, ngày 23 tháng 05 năm 2012, người ta đã tiến hành lục soát nhà riêng của Gabriele và tìm được hằng chục tài liệu mật của Tòa Thánh
Sự kiện này dẫn đến ông này bị cáo buộc là suốt nhiều tháng đã in sao và đánh cắp hàng chục tài liệu mật của Giáo hoàng, rồi những đồng sự của ông này tuồn ra cho nhà báo Gianluigi Nuzzi. Sau đó, nhà báo này đã tiết lộ những chuyện thâm cung bí sử, như nạn tham nhũng và bè phái trong Vatican, việc quản lý của ngân hàng Vatican... có liên quan đến hồng y Tarcisio Bertone trong đó nhấn mạnh tình trạng tham nhũng và thiếu minh bạch về tài chính của cơ quan Tòa Thánh. Bên cạnh đó những thông tin này vô hình trung đã tiết lộ về một cuộc tranh giành quyền lực trong nội bộ Tòa Thánh, kể cả âm mưu sắp xếp ngôi vị Giáo hoàng, có phóng viên còn mô tả Tòa Thánh là ổ rắn độc.
Paolo Gabriele cho biết rằng chính ông đã hành động để tố cáo cái xấu và nạn tham nhũng bên trong Vatican do Giáo hoàng đã không có thông tin gì về những chuyện này và vụ việc này đối với Vatican do ông tạo ra là điều tốt để đưa Vatican trở lại con đường đúng. Ông cũng cho rằng mình là nội ứng của Thánh Linh trong sứ mạng bài trừ sai trái và tham nhũng trong Giáo hội nhờ sự trợ giúp của các phương tiện truyền thông. Ông Gabriele phát biểu rằng: "Là nhân chứng của sự thật có nghĩa là phải sẵn sàng trả giá".
Tuy nhiên đáp lại, Giáo hoàng cho biết ông đã rất đau lòng vì sự phản bội của người mình tin tưởng, yêu thương và tôn trọng. Giáo hoàng vẫn duy trì quan điểm cho rằng những dư luận hoàn toàn vô căn cứ, được các phương tiện truyền thông phóng đại và những dư luận ấy đã vượt quá sự kiện, cung cấp một bức tranh không đúng với thực tế về Tòa Thánh.
Hồng y Gianfranco Ravasi, Chủ tịch Hội đồng Tòa thánh về Văn hóa cũng khẳng định rằng dứt khoát là có những vấn đề khiến ông không phủ nhận và rằng trong lịch sử, đôi khi phải bước đi trong vũng bùn, ở mức độ nào đó, đây là điều không tránh khỏi. Tuy nhiên Gianfranco Ravasi cũng đồng tình với quan điểm của Giáo hoàng rằng vẫn luôn luôn có sự nhấn mạnh quá đáng đến mức cung cấp một hình ảnh không đúng với thực tế về Tòa Thánh, phương pháp quen thuộc của truyền thông ngày nay là tập trung vào những chuyện quá khích, các sự kiện được vận dụng để xây dựng những huyền thoại.